# Općina Žetale
Općina Žetale (slo.:Občina Žetale) je općina u sjeveroistočnoj Sloveniji u pokrajini Štajerskoj i statističkoj regiji Podravskoj. Središte općine je naselje Žetale s 390 stanovnika.

## Zemljopis
Općina Destrnik nalazi se u istočnom dijelu Slovenije na granici s Hrvatskom. Općina se prostire u jugozapadnom dijelu gorja Haloze. Najviša planina na području općine u okviru ovog gorja je Donačka gora.
U općini vlada umjereno kontinentalna klima.
Na području opštine nema značajnijih vodotoka. Najveći vodotok je potok Ragatnica. Svi vodotoci su u slivu rijeke Drave.

## Naselja u općini
Čermožiše, Dobrina, Kočice, Nadole, Žetale

## Vanjske poveznice
- Službena stranica općine